# ラナ・ダジャニ

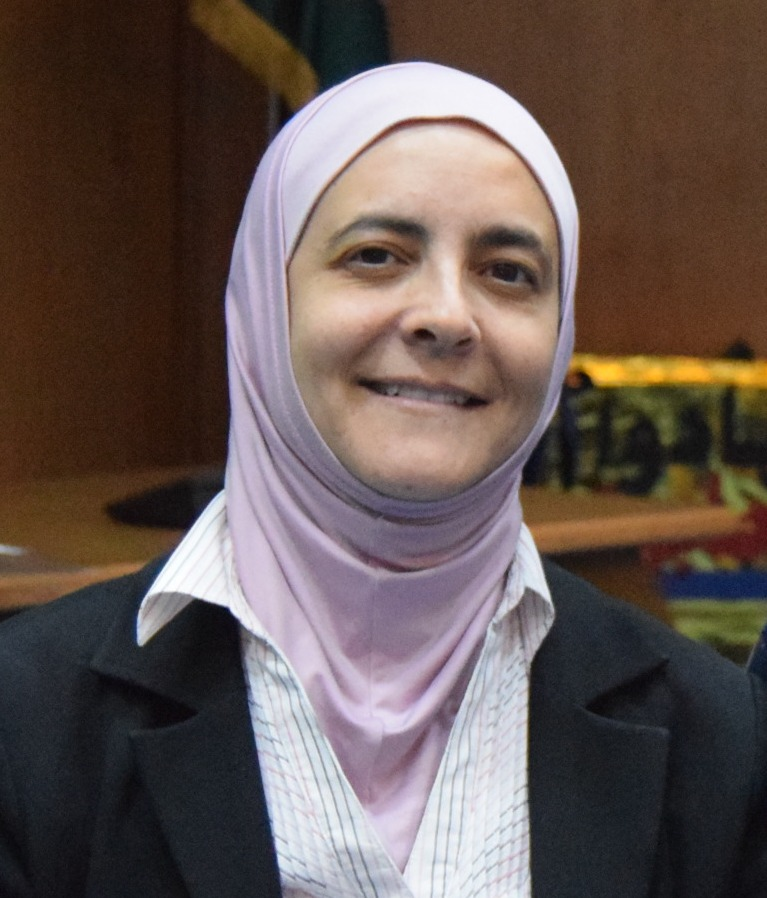
ラナ・ダジャニ

ラナ・ダジャニ（英語: Rana Dajani）は、ヨルダンの分子生物学者、ハシミテ大学の准教授。2015年にアイオワ大学から分子生物学でPh.D.を取得した。ハーバード大学のラドクリフ高等研究所、 アイゼンハワーフェローシップのフェローである。ダジャニは女性のフルブライト・プログラム卒業生であり、２つのフルブライト賞を受賞した。イェール幹細胞センターの元客員教授、またケンブリッジ大学とヨルダンにある幹細胞治療センターの元客員研究員でもある。

## 栄誉と賞
在ヨルダンアメリカ大使館と、同大使館の中東と北アフリカの環境・科学・技術保健局アンマン事務所との協力により、ダジャニは「2015年女性科学」の殿堂入りを果たした。糖尿病、癌、幹細胞のゲノム規模の研究に焦点を当てた、生物進化とイスラムについての業績と理論が評価された。 また、幹細胞治療の使用に関する法律の制定に貢献し、アラブとイスラム世界における幹細胞治療の規制につながった。
ダジャニは女性のための科学教育の提唱者であり、イスラムにおける生物進化論の提唱者でもある。さらに、30ヶ国にまたがる子供の識字教育のためのWe Love Readingプログラムを創設、運営している 。We Love Reading は、730人の女性にストーリーテリングの技術を指導、訓練し、2017年にはユネスコ世宗識字賞を獲得した。その結果、ヨルダン各地に計330館の図書館が設置され、1万人以上の子供の識字能力を豊かにした。また、そのうちの60％は女性であった 。この活動によって、2009年のシナガスアラブ世界社会革新者賞、2013年のアメリカ議会図書館によるベストプラクティス賞、2015年の影響力のある教育スターアワード賞、CSR議会による最も才能のある社会革新者賞、IDEO難民の子供たちのための「トップアイディア」賞を受賞した。
また、2009年にキングフセイン癌センターとバイオテクノロジー機関賞を受賞し、2010年にダジャニはクリントン財団のクリントン・グローバルイニシアチブの会員に就任した。 さらに2014年にWISEカタール賞2014、キングフセインメダル賞2014を受賞し、2017年10月にはラドクリフ高等研究所からハーバード大学のラドクリフ高等研究所プログラムフェローシップのフェローとして選ばれた。

## 出版と講演
ダジャニは国際連合のヨルダン女性諮問機関のメンバーである。『サイエンス』、『ネイチャー』などの雑誌・査読誌において複数の論文を発表しており、ケンブリッジ大学で行われたテンプルトン＝ケンブリッジジャーナリズムフェローシップシンポジウムでの講演、 マサチューセッツ工科大学、マギル大学、ブリティッシュ・カウンシルのBelief in Dialogue会議での講演など、講演活動も行っている。